# Манипулятор (механизм)

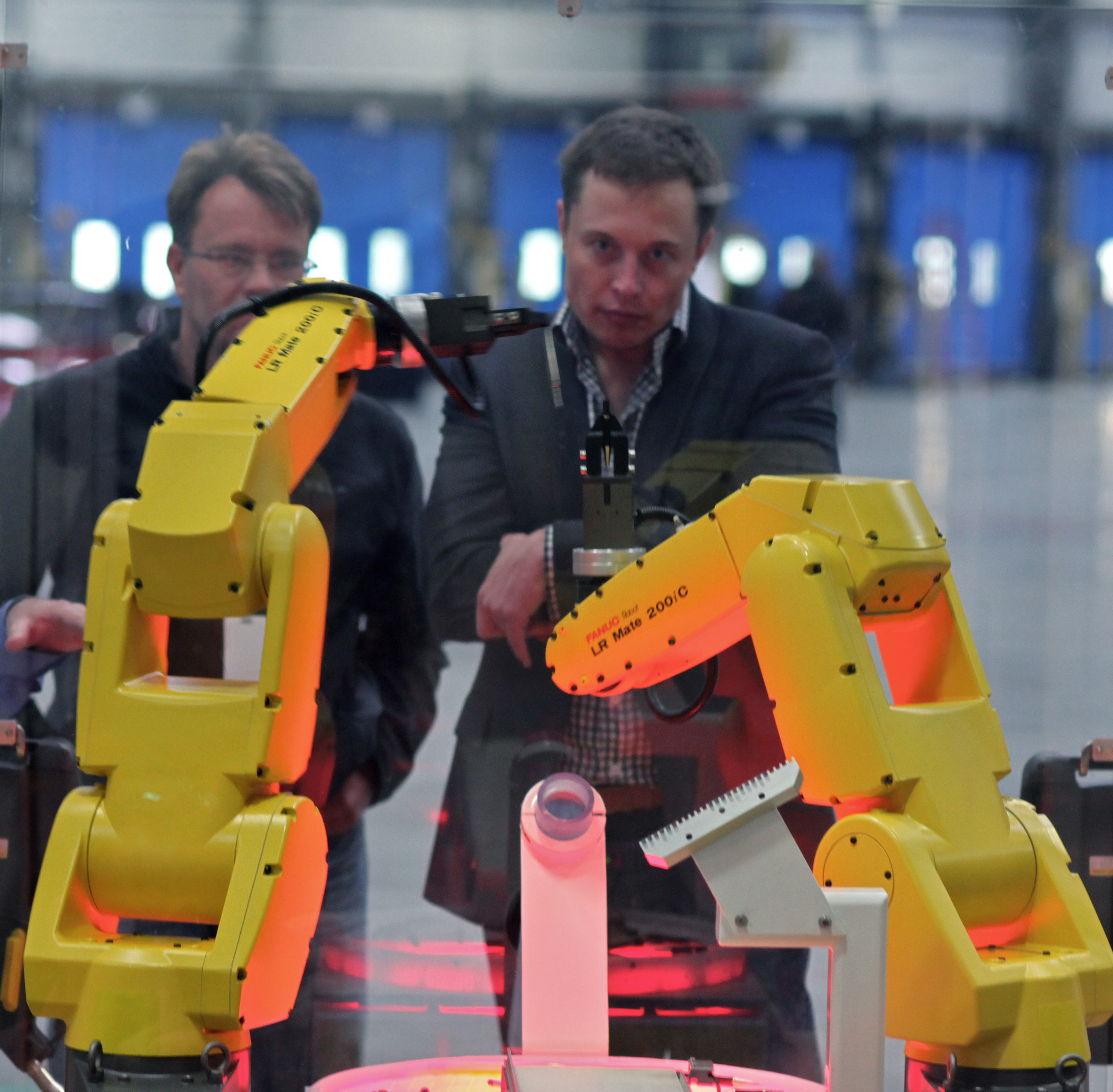
Манипуляторы FANUC

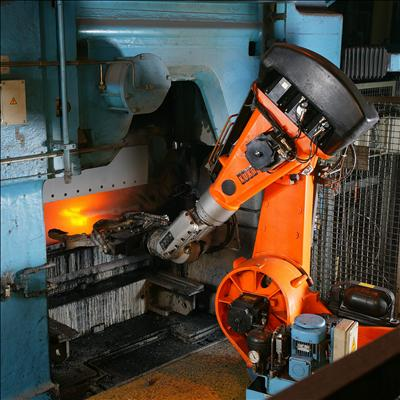
Робот-манипулятор работает вблизи печи.

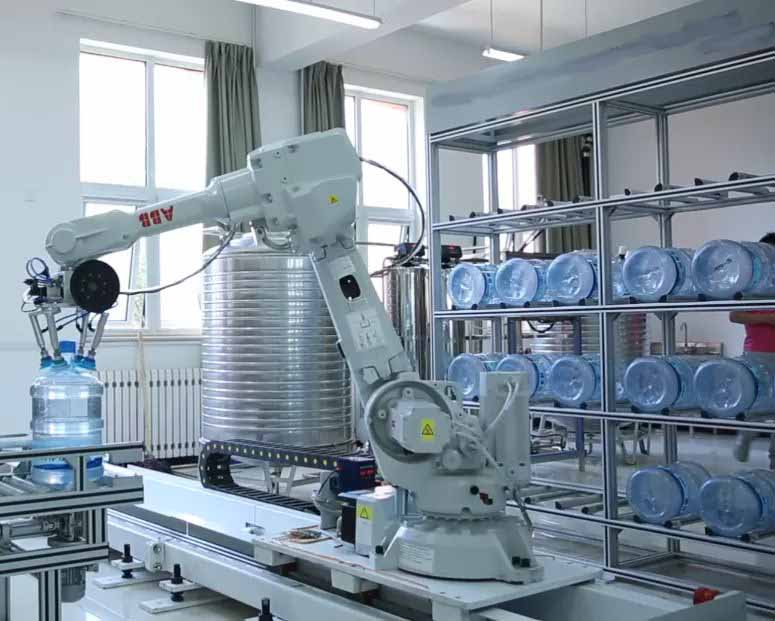
робот-манипулятор для перемещения бутылок

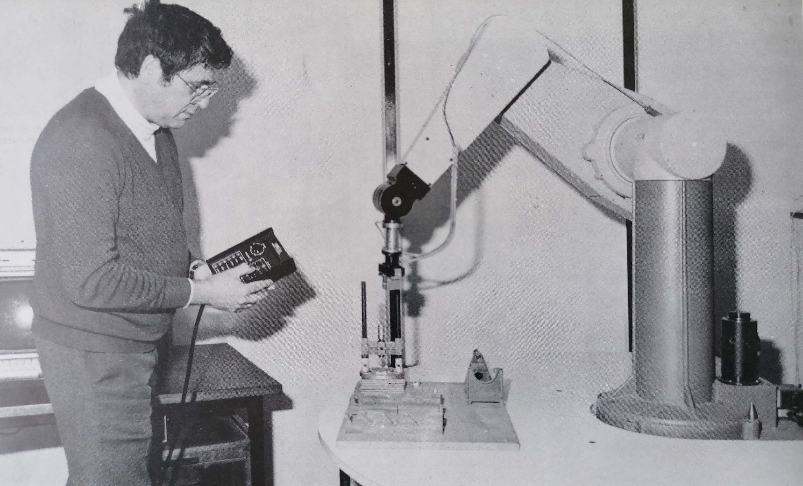
робот-манипулятор 1983 год

Манипуля́тор — механизм для управления пространственным положением орудий, объектов труда и конструкционных узлов и элементов. Это значение закрепилось за словом с середины XX века, благодаря применению сложных механизмов для манипулирования опасными объектами в атомной промышленности. Используется для перемещения различных грузов, получил широкое развитие в современном обществе.

## Устройство и применение
Основу манипуляторов составляют пространственные механизмы со многими степенями свободы.
Манипуляторы выполняют работы в средах, недоступных или опасных для человека (подводные глубины, вакуум, радиоактивная и другие агрессивные среды), вспомогательные работы в промышленном производстве. Манипуляторы используются в медицинской технике (например, в протезировании). Манипуляторы изучает теория манипуляторов, которая является разделом теории машин и механизмов. В узком смысле манипулятором называется механическая рука.
Манипуляторы делятся на управляемые человеком и автоматические манипуляторы (роботы-манипуляторы как разновидность роботов).
Развитие манипуляторов привело к созданию промышленных роботов.
Проектирование механизмов-манипуляторов требует решения таких задач, как создание манёвренности, устойчивости в работе, выбор правильного соотношения полезных и холостых ходов. Иногда требуется проектирование таких систем, в которых оператор чувствует усилие, создаваемое на рабочем органе или на грузозахвате.
Рассматривается также внедрение комплексов манипуляционных роботов в образовательный процесс.

## Виды

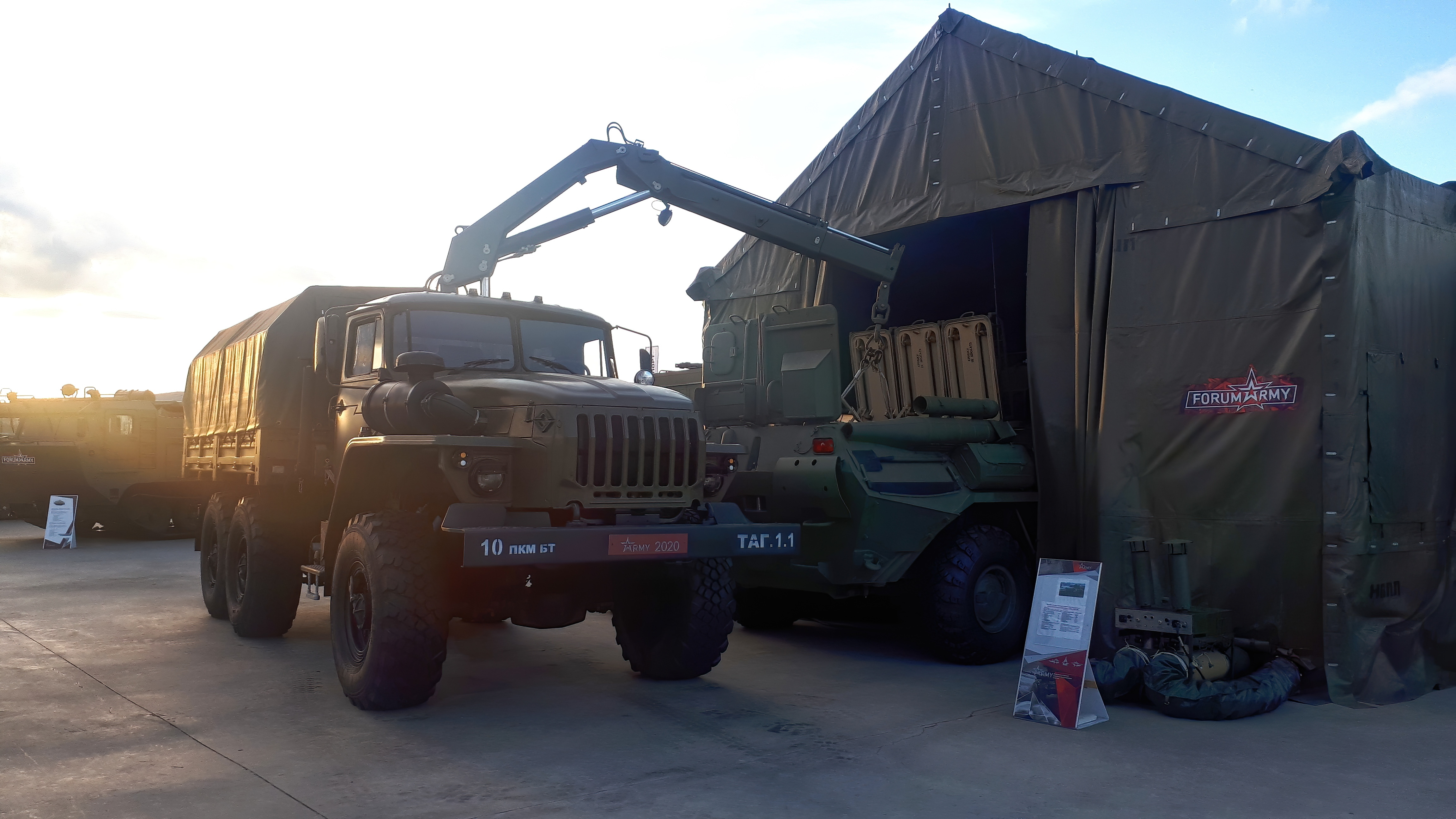
Кран-манипулятор

- Манипулятор (в горном деле) — основной механизм буровой каретки, предназначенный для перемещения в призабойном пространстве автоподатчика с перфоратором (бурильной машиной).
- Манипулятор (в металлургии) — машина для выполнения вспомогательных операций, связанных с изменением положения заготовки при обработке металлов давлением. Различаются прокатный и ковочный манипулятор. В кузнечных и прокатных цехах используются подвесные и напольные манипуляторы, которые являются разновидностью кантователей (механизмов для переворачивания (кантовки) изделий).
- Манипулятор (в ядерной технике) — приспособление для работы с радиоактивными веществами, исключающее непосредственный контакт человека с этими веществами.
- Манипуляторами оснащаются гидростаты для ведения океанографических и других работ на глубинах.
- Платформа Гью — Стюарта — разновидность параллельного манипулятора, в которой используется октаэдральная компоновка стоек. Имеет шесть степеней свободы. Применяется в станкостроении, подводных исследованиях, авиационных спасательных операциях на море, летательных тренажёрах, позиционировании спутниковых антенн, в телескопах и в ортопедической хирургии.
- Кран-манипулятор — мобильная грузоподъёмная машина, включающая грузоподъёмный кран стрелового типа, смонтированный на автомобильном шасси и служащий для его загрузки и разгрузки[2].

## Исследования
Исследователи из университета Бен-Гуриона (Ben-Gurion University, BGU), Израиль, разработали новый тип манипулятора для роботов, которые, благодаря его наличию, станут способны выполнять работы самого разного плана, начиная от сбора овощей и фруктов на сельскохозяйственных угодьях, и заканчивая обслуживанием спутников на околоземной орбите. Манипулятор MASR (minimally actuated serial robot) представляет собой ещё один почти типичный вариант воплощения робота-змеи, состоящего из множества последовательно соединённых сегментов, приводимых в действие отдельными двигателями. Только в данном случае используются всего два двигателя, один для движения манипулятора по его основанию, а второй — для изгиба манипулятора в нужном месте и в нужном направлении.